# Bartolomeo Cordans
Bartolomeo Cordans (Venècia, 12 de març de 1698 – Udine, (Friül), 14 de maig de 1757), fou un compositor italià, considerat un dels compositors més importants en l'àmbit de la música sacra setcentista al Friül.
Ingressà en l'orde franciscana sent molt jove, i el papa li concedí la seva secularització el 1735, passant a ocupar el lloc de mestres de capella de la catedral d'Udine. Anteriorment havia escrit diverses òperes, representades a Venècia, entre elles: La generositat di Tiberio, en col·laboració amb Santo Lapis. Silvia (1730), amb llibret del comte Enrico Bissaro, i La Romilda, lletra de Pagani Cesa el 1731. A més, va compondre, l'oratori San Romualdo, que cantaren per primera vegada els frares camaldulencs del convent de Sant Miquel de Murano, en el VII aniversari de la mort del sant.
Cordans era home de caràcter violent, va sostindré agres discussions amb el bisbe i els canonges de la catedral a la qual pertanyia, i en venjança, en el seu testament deixà tota la música que tenia en el seu poder a un fabricant de focs artificials, amb la precisa condició d'emprar el paper en la fabricació de coets, i afegint que lamentava no poder fer el mateix amb les partitures que guardava en el capítol de la catedral.
La seva fecunditat, segons sembla, fou prodigiosa, ja que en l'arxiu de la referida catedral s'hi guarden, a més de les obres cremades, 60 Misses solemnes amb cors i orquestra, algunes d'elles a dos cors, un centenar de Salms i una innumerable quantitat de motets, antífones i responsoris.